# Riddim Driven: Mexican
Riddim Driven: G-String jest trzydziestą czwartą składanką z serii Riddim Driven.  Została wydana we wrześniu 2002 na CD i LP. Album zawiera piosenki nagrane na riddimie "Mexican" stworzonym przez Lloyd'a "JKing Jammy" Jamesa i jego syna Trevora "Baby G" Jamesa.

## Lista
1. "Come On" - Sizzla
2. "Dem Bawling" - Bounty Killer
3. "Bug Out" - Ward 21
4. "Fool" - Mad Cobra
5. "Ordinary" - Beenie Man
6. "Watch Yuh Income" - Assassin
7. "Nuh Dis Nuh Man" - Bling Dawg
8. "Get Away" - Frisco Kid
9. "Most High" - Vybz Kartel
10. "Couldn't Be Real" - Mega Banton
11. "Admiria Panamina" - Wayne Wonder ft. Surprize
12. "Sharp Like a Knife" - Ninjaman
13. "Works Everyday" - Anthony Cruz
14. "Sick Wi Stomach" - Delly Ranx
15. "OK" - Bascom X & Vybz Kartel
16. "Galang Gal" - Galaxy P
17. "It's Alright" - Fahrenheit & Mitch
18. "Money / Version" - Bugsy Malone